# Androcalymma
Androcalymma là một chi thực vật có hoa trong họ Đậu.